# Шея, Марян
Марян Генрик Шея (пол. Marian Henryk Szeja; 20 августа 1941, Семяновице-Слёнске — 25 февраля 2015, Валбжих, Нижнесилезское воеводство) — польский футболист, игравший на позиции вратаря. Выступал, в частности, за клуб «Осер», а также национальную сборную Польши.

## Клубная карьера
Во взрослом футболе дебютировал в 1960 году выступлениями за команду «Заглембе» (Валбжих), в которой провёл тринадцать сезонов. На протяжении всего этого времени был основным голкипером команды.
В течение 1973—1974 годов защищал цвета французского клуба «Мец».
В 1974 году продолжил выступления в другом французском клубе «Осер», за который отыграл 6 сезонов. Большую часть времени, проведённого в составе «Осера», был основным голкипером команды. В составе команды был финалистом Кубка Франции 1979 года. Завершил профессиональную карьеру футболиста выступлениями за команду «Осер» в 1980 году.

## Выступления за сборную
В 1965 году дебютировал в официальных матчах в составе национальной сборной Польши. В течение карьеры в национальной команде, которая длилась 9 лет, провёл в форме главной команды страны 15 матчей.
В составе сборной был участником Олимпиады в Мюнхене в 1972 году, где вместе со сборной стал олимпийским чемпионом.

## Личная жизнь
Марян Шея был женат с 1961 года. После возвращения из Франции работал в Валбжихе таксистом. Его два сына, Бернард и Дариуш, также играли в составе «Заглембе» (Валбжих).
Умер 25 февраля 2015 года на 74-м году жизни в Валбжихе.

## Титулы и достижения
- Олимпийский чемпион (1):

Польша: 1972